# Stanisław Bieleń
Stanisław Edward Bieleń (ur. 18 marca 1953 w Nowosielcach) – polski politolog specjalizujący się w problematyce tożsamości w stosunkach międzynarodowych, polityce zagranicznej Rosji, międzynarodowej roli mocarstw, strategiach i stylach w negocjacjach międzynarodowych.

## Życiorys
Kształcił się w  II Liceum Ogólnokształcącym w Sanoku, gdzie w 1972 zdał egzamin dojrzałości. Po maturze podjął studia politologiczne na Uniwersytecie Warszawskim. W 1983 uzyskał stopień doktora nauk politycznych. W 2006 obronił na Uniwersytecie Warszawskim pracę habilitacyjną pod tytułem Tożsamość międzynarodowa Federacji Rosyjskiej. W 2015 otrzymał tytuł naukowy profesora nauk społecznych.
Od 1976 pracował w Instytucie Stosunków Międzynarodowych Uniwersytetu Warszawskiego. W latach 1984–1987 i 2002–2008 był zastępcą dyrektora tego Instytutu. Wypromował ośmioro doktorów, m.in. Alicję Curanović (2009). Następnie w WNPiSM UW. 
W latach 1993–1999 był prodziekanem Wydziału Dziennikarstwa i Nauk Politycznych Uniwersytetu Warszawskiego do spraw współpracy z zagranicą, administracji i inwestycji, a od 2008 do 2012 był prodziekanem do spraw administracji, finansów i rozwoju. W latach 1999–2002 senator Uniwersytetu Warszawskiego. Wykładowca nauk politycznych w Europejskiej Wyższej Szkole Prawa i Administracji.
Pracował też w: Wyższej Szkole Komunikowania Politologii i Stosunków Międzynarodowych (profesor) oraz Wyższej Szkole Stosunków Międzynarodowych i Amerykanistyki.
Od 1999 jest redaktorem naczelnym kwartalnika „Stosunki Międzynarodowe”.
W wyborach prezydenckich w 2025 został członkiem komitetu poparcia Artura Bartoszewicza.
W 2017 został odznaczony Złotym Krzyżem Zasługi za zasługi w działalności na rzecz rozwoju nauki, a w 2011 Medalem Komisji Edukacji Narodowej.

## Publikacje
Autor wielu publikacji z zakresu stosunków międzynarodowych, m.in.:
- Czas próby w stosunkach międzynarodowych. Miscellanea, ISBN 978-83-7545-771-1, Oficyna Wydawnicza ASPRA-JR, Warszawa 2017
- Pamięć i polityka historyczna  w stosunkach polsko-rosyjskich. w koredakcji z prof. Andrzejem Skrzypkiem, Oficyna Wydawnicza ASPRA-JR, Warszawa 2017
- Geopolityka w stosunkach międzynarodowych, w koredakcji z prof. Andrzejem Skrzypkiem, Oficyna Wydawnicza ASPRA-JR, Warszawa 2012
- Polityka zagraniczna Rosji, współredakcja, wyd. Difin, Warszawa 2008
- Rosja w okresie prezydentury Władimira Putina, współredakcja, Wydawnictwo Adam Marszałek, Łódź-Warszawa-Toruń 2008
- Polska w stosunkach międzynarodowych, redaktor, Oficyna Wydawnicza ASPRA-JR, Warszawa 2007
- Tożsamość międzynarodowa Federacji Rosyjskiej, Oficyna Wydawnicza ASPRA-JR, Warszawa 2006 (praca habilitacyjna)
- Self-Determination in the contemporary world, Annales Universitatis Mariae Curie-Skłodowska, Sectio K Politologia, 2008, vol. XV
- Paradoxes in the perception of contemporary Russia, Lithuanian Foreign Policy Review, 2007, vol. 19.[14]
- Leksykon Pokoju. Warszawa: Krajowa Agencja Wydawnicza, 1987. Brak numerów stron w książce (praca zbiorowa)
- Rosja. Rozważania imperiologiczne we współredakcji z prof. Andrzejem Skrzypkiem, Oficyna Wydawnicza ASPRA-JR Warszawa 2015
- Rosja w procesach globalizacji, we współredakcji z prof. Andrzejem Skrzypkiem, Oficyna Wydawnicza ASPRA-JR, Warszawa 2013
- Bariery modernizacji Rosji, we współredakcji z prof. Andrzejem Skrzypkiem, Oficyna Wydawnicza ASPRA-JR, Warszawa 2014
- Nowe myślenie w stosunkach państw socjalistycznych ze światem zewnętrznym, Warszawa 1989
- Negocjacje w stosunkach międzynarodowych, Warszawa 2017
- Rewolucja w myśli i praktyce politycznej, Warszawa 2018
- Nowa tożsamość Niemiec i Rosji w stosunkach międzynarodowych, Warszawa 2019